# Роча, Йомар
Йома́р Ре́не Ро́ча Родри́гес (исп. Yomar Rene Rocha Rodriguez; род. 21 июня 2003, Бени) — боливийский футболист, полузащитник клуба «Боливар» и сборной Боливии.

## Клубная карьера
Роча — воспитанник клуба «Боливар». 19 сентября 2021 года в матче против «Индепендьенте Петролеро» он дебютировал в боливийской Примере. 22 мая 2022 года в поединке против «Хорхе Вильстерманн» Йомар забил свой первый гол за «Боливар». По итогам сезона он помог клубу выиграть чемпионат.

## Международная карьера
В 2023 году в составе молодёжной сборной Боливии Роча принял участие в молодёжном чемпионате Южной Америки в Колумбии. На турнире он сыграл в матчах против сборных Венесуэлы, Эквадора, Чили и Уругвая.

## Достижения
Клубные
 «Боливар»
- Победитель боливийской Примеры — 2022